# Elisabeth de Culemborg
Elisabeth de Culemborg (Château Gelmel, Hoogstraten, 30 mars 1475 — Culemborg, 9 décembre 1555),surnommée « Dame Elisabeth », est la dernière dame de la seigneurie de Culemborg.

## Biographie
Elle était la riche fille héréditaire de Gaspar de Culemborg et Johanna van Bourgondië (1457-1511). Elisabeth s'est mariée en 1491 avec Jean de Luxembourg-Ville, seigneur de Ville, décédé en 1508. En 1509, Élisabeth, première dame d'honneur de Marguerite d'Autriche se remarie avec Antoine Ier de Lalaing, qui deviendra landvogt (gouverneur protecteur) par intérim des Pays-Bas en 1530. Elle avait également été une dame d'honneur de Jeanne Ire de Castille, de 1496 jusqu'à ce que Jeanne se marie.
Elle a d'abord donné à son mari l'usufruit puis la pleine propriété des domaines Hoogstraten, Minderhout et Rijkevorsel et de ses propriétés à Meer, Meerle et Meersel, à côté des tribunaux de Hoogstraten à Bruxelles et Malines.
Elizabeth aimait l'art et l'architecture, tout en soutenant la construction de maisons pour les personnes âgées et les malades mentaux. Elle était également connue comme une catholique engagée et une farouche opposante aux protestants et à la Réforme. Elle a interféré avec l'interdiction des livres "hérétiques", tels que les livres d'Erasme et a permis à l'Ordre des Jésuites de s'installer à Culemborg .
Les terres de Hoogstraten redevinrent unifiées et furent élevées en comté par l'empereur Charles Quint le 25 novembre 1518. À partir de ce moment, le comte fut brièvement appelé Hoogstraten.
Après la mort de son mari Antoine en 1540, Elisabeth avait déjà environ 65 ans et a décidé de faire son propre testament. Elle a transféré les biens de Hoogstraten à son cousin Philippe de Lalaing et ceux de Culemborg et de ses environs à son cousin Floris van Pallandt. En 1542, elle décide d'élever elle-même Florent, alors âgée de 3 ans, dans son château de Culemborg. Elle-même a gardé l'usufruit de Culemborg jusqu'à sa mort. Peu de temps avant sa mort, l'empereur Charles Quint a élevé la seigneurie de Culemborg en comté. Dans son testament, elle a indiqué que son héritage devrait être donné aux «bras droits» (regte armen). La volonté des exécuteurs a décidé de construire un orphelinat. Cet établissement a fonctionné jusqu'en 1952.

## Armoiries
Avant son mariage, son blason prenait la forme suivante :
| Figure | Blasonnement                                                  |
|        | Parti : écartelé au I et 3 de Culemborg et au 2 et 4 de Leck. |

Après son second mariage, il apparaît deux blasons pour Elisabeth de Culemborg :
- Sur une peinture du XVIe siècle, conservée au musée Elisabeth dans les locaux de l'ancien orphelinat de Culemborg :

| Figure | Blasonnement                                                                       |
|        | Parti mi-coupé à senestre, au I, de Lallaing, au II, de Culemborg, au III, de Leck |

- Sur un vitrail de l'église de Hoogstraeten et également sur un diptyque la représentant (conservée au musée Elisabeth) :

| Figure | Blasonnement                                                                            |
|        | Parti : au I, de Lallaing, au II, écartelé au I et 3 de Culemborg et au 2 et 4 de Leck. |

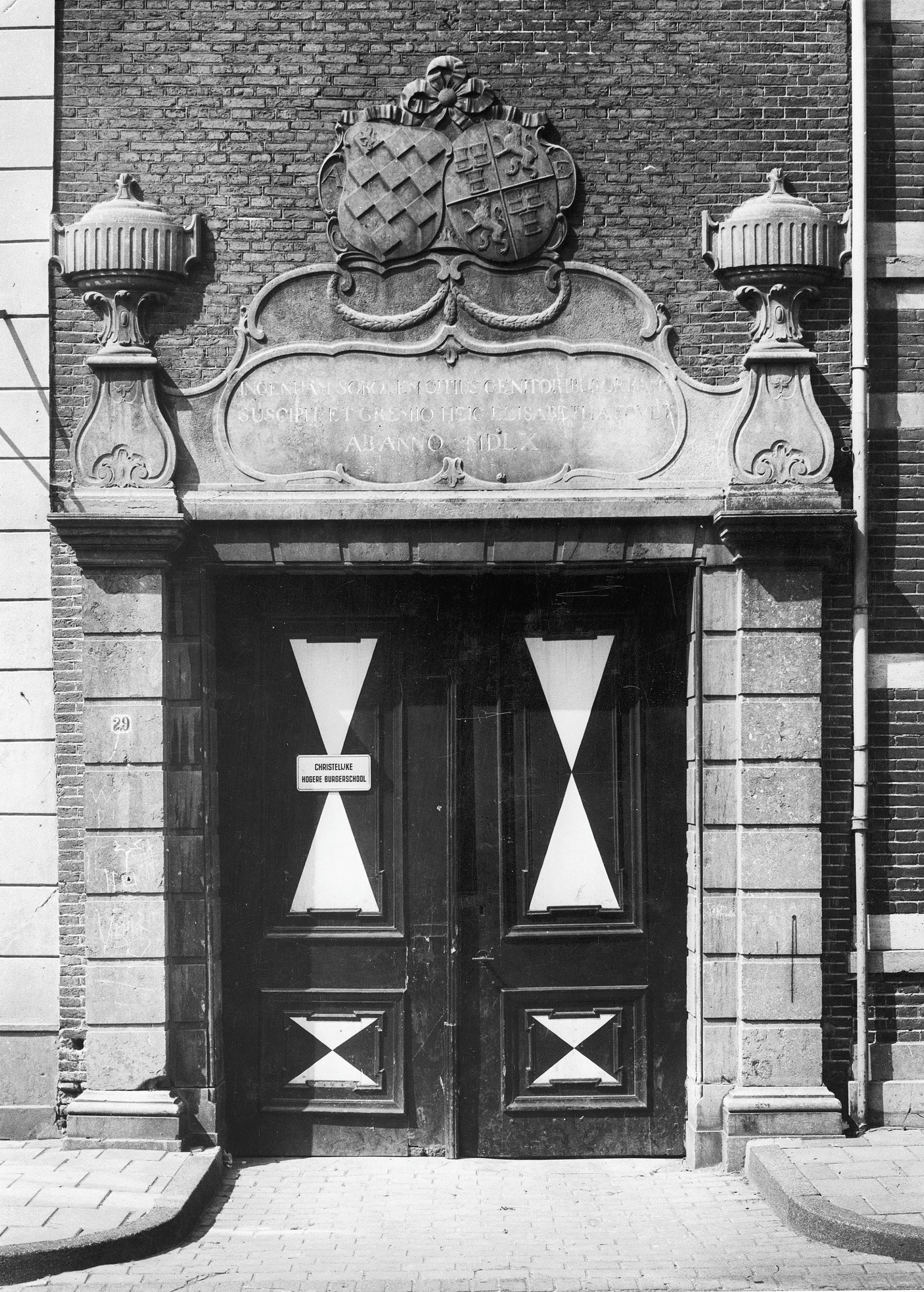
Exemple du blason de Dame Elisabeth au-dessus de l'entrée de l'orphelinat de Culemborg
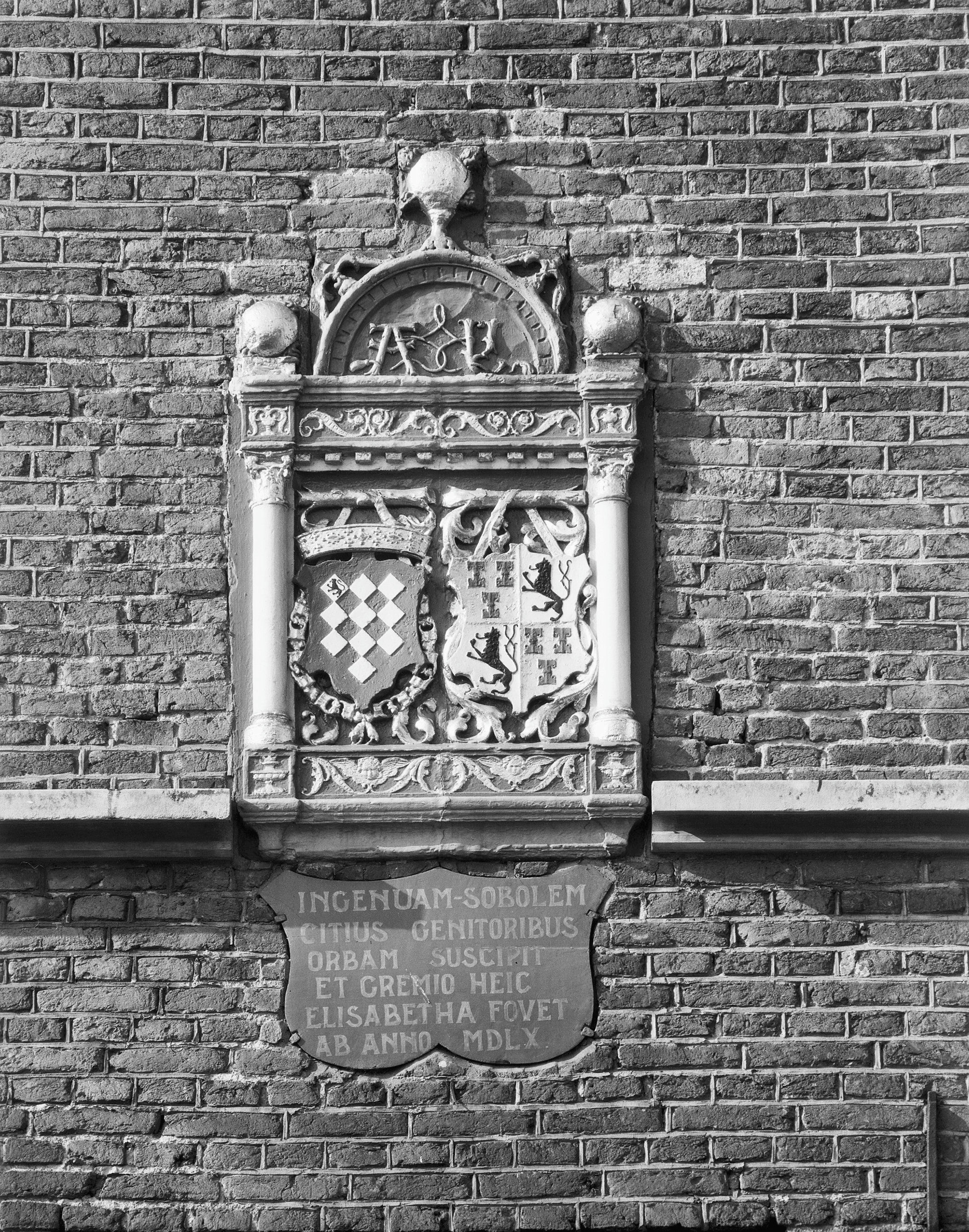
Un autre exemple toujours dans les environs de ce même bâtiment

## Galerie
Son portrait est présent dans le Recueil d'Arras sur le folio 143 en tant que femme d'Antoine Ier de Lalaing et sur le folio 180 en tant que femme de Jean de Luxembourg.

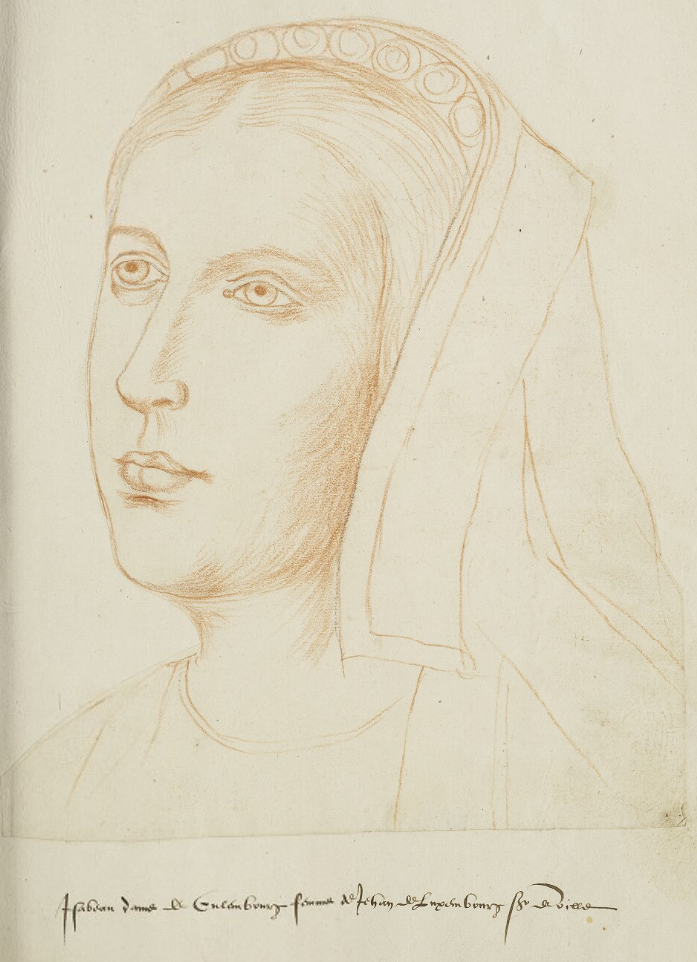
Portrait d'Elisabeth de Culembourg au feuillet 180 du Recueil d'Arras.
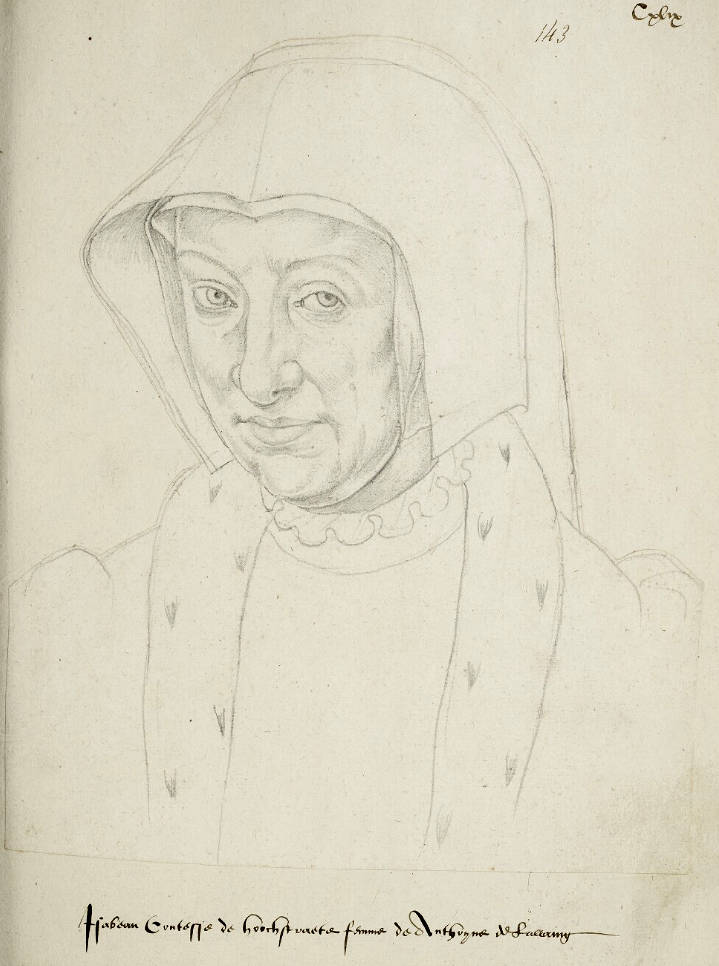
Portrait d'Elisabeth de Culemborg au feuillet 143 du Recueil d'Arras.
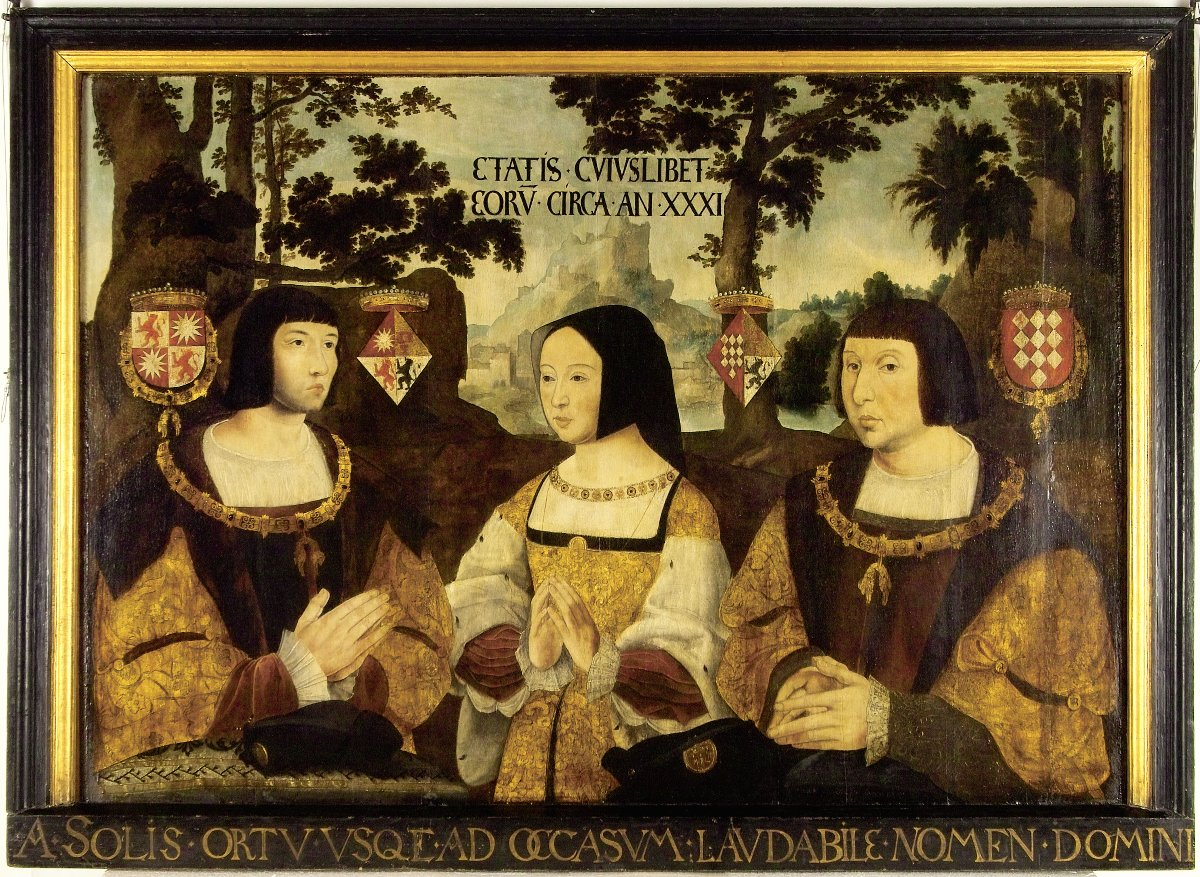
Dame Elisabeth entourée de ses deux époux avec les blasons qui s'y rapportent - peinture du XVIe siècle du musée Elisabeth à Culemborg.
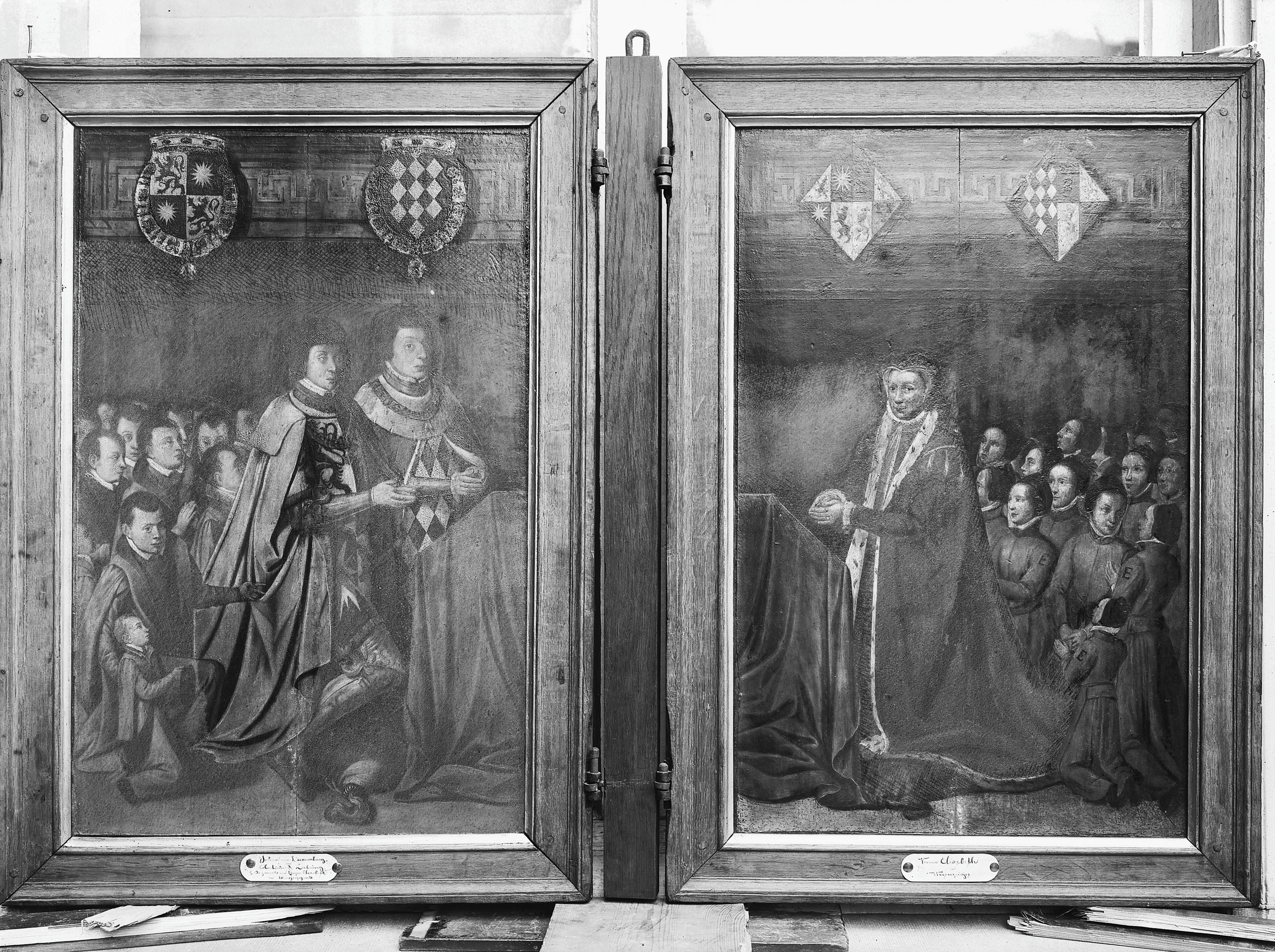
Diptyque où peut voir Elisabeth sur la droite et ses deux époux sur le panneau de gauche.
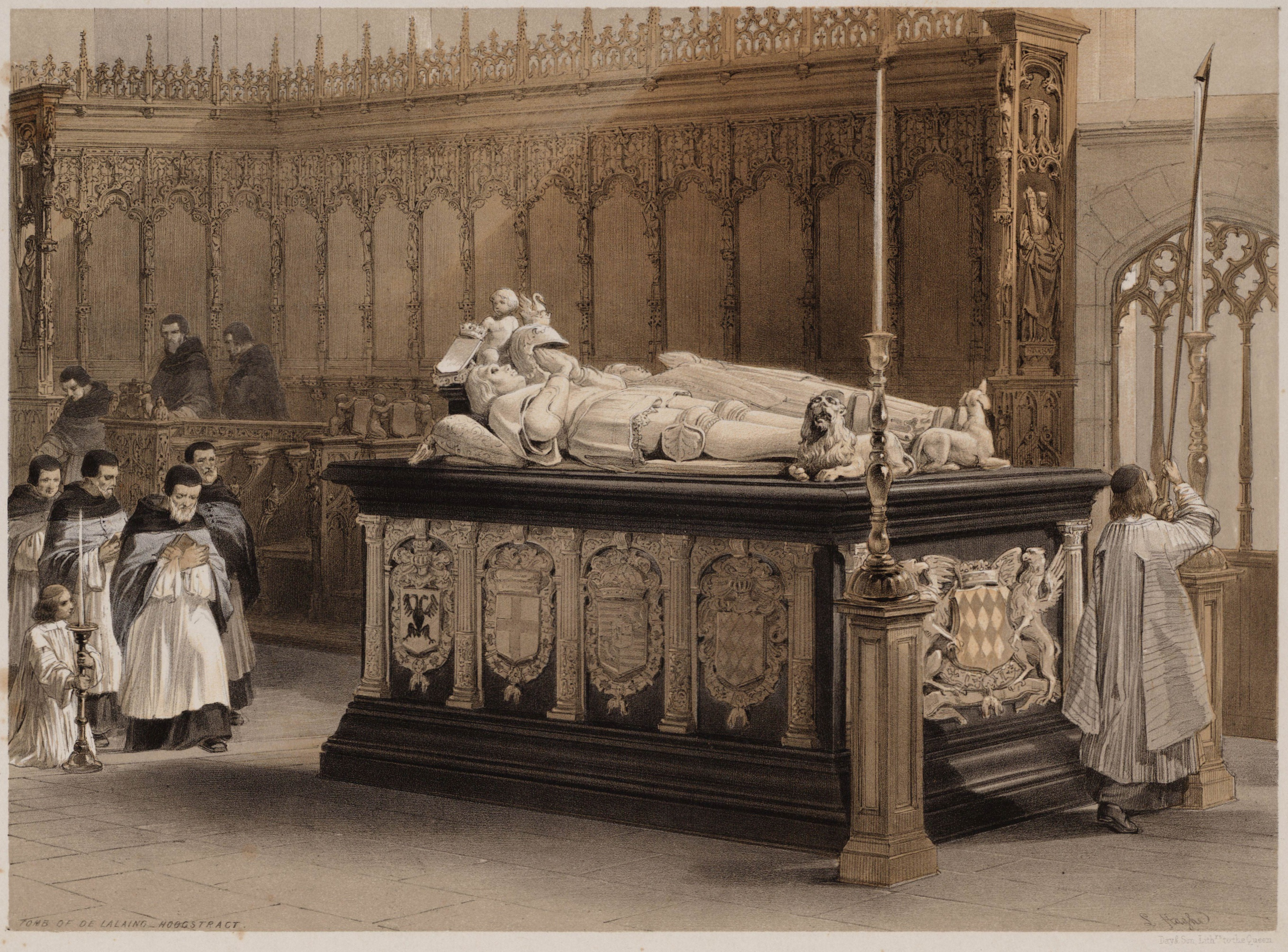
Monument funéraire d'Antoine Ier de Lalaing et d'Elisabeth de Culemborg, sculpté par Jean Mone, dans l’église Sainte-Catherine de Hoogastraten.